# Gunnar Bengtsson
Pour les articles homonymes, voir Bengtsson.
Gunnar Bengtsson, né à Lysekil est un ancien pilote de rallyes suédois.
Il fut le second vainqueur de son rallye national, et sa carrière en compétitions automobiles s'étala sur plus d'une dizaine d'années dans les années 1950-1960!
Il participa également aux 24 Heures du Mans 1959 avec son compatriote Sture Nottorp (propriétaire du véhicule) sur Saab 93 Sport Saab 0.7L I3 (2-Stroke), catégorie GT 750 cm3, terminant 12e de l'épreuve.

## Palmarès
- 1951: vainqueur du Rallye de Suède, sur Talbot Lago T26GS (copilote Sven Zetterberg);
- 1951: vainqueur du Rallye du Soleil de Minuit,  sur Talbot Lago T26GS (copilote Sven Zetterberg);
  - 1956: 3e du rallye des tulipes, sur Saab 93 (copilote Sven Zetterberg);
  - 1959: 6e du rallye Monte-Carlo, sur Volvo (copilote Carl Lohmander);
  - 1959: 10e du rallye de Suède, sur Mercedes Benz 220SE (copilote Carl Lohmander);
  - 1961: 22e du premier Rallye Shell 4000 (son coéquipier officiel d'usine le norvégien Hans Ingier terminant 21e), sur Volvo Sedan;
  - 1961: 29e du rallye Monte-Carlo, sur Volvo (copilote Bo Boesen).